# Destourpartij

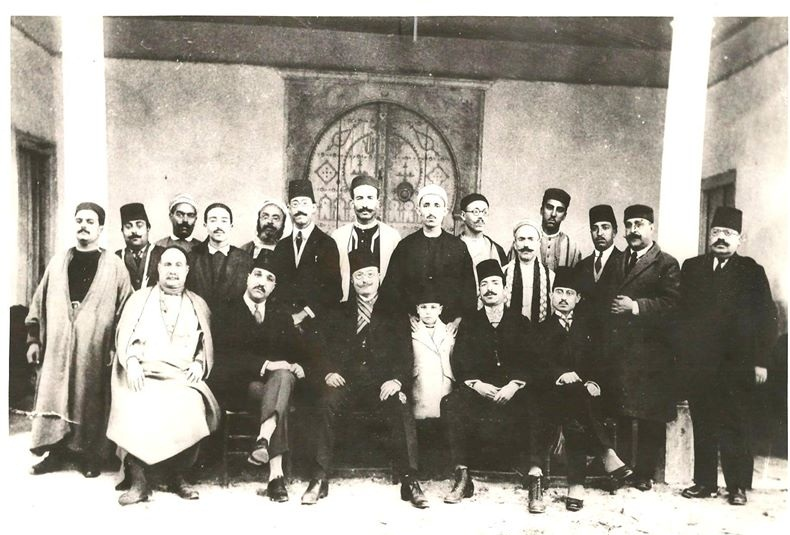
Leden van de Destourpartij (1923)

De Constitutionele Liberale Partij (Arabisch: الحزب الحر الدستوري, al-Ḥizb al-Ḥurr ad-Dustūrī), beter bekend onder de naam Destourpartij was een Tunesische politieke partij ten tijde van het Franse protectoraat.
De Destourpartij, voortgekomen uit de Jong Tunesische beweging, werd op 6 juni 1920 opgericht door liberaal-gezinde Tunesische intellectuelen die streefden naar de instelling van een wetgevende macht, een regering die verantwoordelijk schuldig zou zijn aan het parlement, de benoeming van meer Tunesische bestuurders door de Franse autoriteiten, verplicht openbaar onderwijs en het respecteren van de burgerlijke vrijheden van de Tunesische bevolking. Dit alles zou in samenspraak met koloniale autoriteiten moeten worden bereikt. Later streefde de partij ook naar autonomie. Ondanks de voorzichtige en redelijke eisen van de Destourpartij bereikten drie opeenvolgende delegaties bestaande uit partijleden die naar Parijs werden gestuurd (1920, 1924) geen resultaat. Abdelaziz Thâalbi (1876-1942), de leider van de delegatie en eerste voorzitter van de Destourpartij werd in Frankrijk gearresteerd en door een krijgsraad veroordeeld; door een amnestie kwam hij in 1921 echter vrij. Kleine, door de koloniale autoriteiten voorgestelde bestuurshervormingen (o.a. herstel van de in 1861 opgestelde, maar nooit geïmplementeerde grondwet) werden Thâalbi afgewezen. Hij verliet in 1923 Tunesië en ging in vrijwillige ballingschap. Als partijvoorzitter werd hij opgevolgd door Ahmed Essafi. Deze laatste kreeg te maken met een intern partijconflict waarbij enkele progressieve leden van de partij (w.o. Habib Bourguiba) zich van de Destourpartij afscheidden en de Neo-Destourpartij oprichtten (1934). Beide partijen werden door Franse koloniale overheid vervolgd.
In 1935 werd Salah Farhat (1894-1979) leider van de Destourpartij en dankzij de linkse Volksfrontregering die in Frankrijk aan de macht was keerde Thâalbi in 1937 naar Tunesië terug. Enkele bestuurlijke hervormingen werden nu toch doorgevoerd. De Tweede Wereldoorlog en de keuze van het koloniaal bestuur voor het fascistische Vichy-bestuur zorgden ervoor dat iedere toenadering tot de Destourpartij tot stilstand was gekomen. Na de oorlog werkte de partij samen met de Neo-Destourpartij, waarbij de laatste directe onafhankelijkheid eiste, terwijl de Destourpartij het pad van de geleidelijkheid wilde belopen. Niettemin was de Destourpartij gedurende de oorlogsjaren wel radicalere eisen gaan stellen. Tahar Ben Ammar, lid van de Destourpartij, werd in 1954 minister-president van een autonoom Tunesië. Farhat weigerde echter categorisch om toe te treden tot de regering zolang het land niet volledig onafhankelijk zou zijn. Hij was duidelijk opgeschoven naar het radicalere standpunt. Uiteindelijk was het echter de Neo-Destourpartij die als grote overwinnaar tijdens de onafhankelijkheidsstrijd uit de bus kwam en Bourguiba werd de eerste premier van een onafhankelijk Tunesië. Een jaar later schafte hij de monarchie af werd zelf de eerste president van de republiek Tunesië. Het land werd een de facto eenpartijstaat waar geen ruimte was voor politieke pluriformiteit. Toch wist de Destourpartij tot in de jaren '60 stand te houden. In 1963 werd de partij opgeheven toen Tunesië ook de jure een eenpartijstelsel kreeg.
Ideologische gezien was de Destourpartij een gematigd liberale partij, reformistisch islamitisch die streefde naar een constitutionele monarchie en Arabische samenwerking.

## Verwijzingen
1. ↑  Het laatste nummer verscheen in 1960
2. ↑  Het Tunesisch-Arabische ad-Dustūrī wordt in de Westerse literatuur gewoonlijk vertaald met Constitutioneel
3. ↑  Geïnspireerd door de Jong Turken